# Rifugio Stavèl Francesco Denza
Das Rifugio Stavèl Francesco Denza (oft auch nur Rifugio Denza) ist eine Schutzhütte der Sektion Società degli Alpinisti Tridentini (SAT) des Club Alpino Italiano (CAI). Es liegt in der italienischen Provinz Trient am Rande der Presanella, auf einer Höhe von 2298 m s.l.m. Die Hütte wird von Mitte Juni bis Mitte September bewirtschaftet und bietet 56 Bergsteigern Schlafplätze.

## Lage
Die Schutzhütte liegt im oberen Val Stavèl einem Seitental des Val di Sole unterhalb der Nordwand der Presanella. Sie wurde auf einer Gletscherterrasse unterhalb der Moräne des Presanella-Gletschers errichtet. Einige Gehminuten oberhalb der Hütte liegt ein kleiner See. Das Rifugio ist der klassische Ausgangspunkt für die Besteigung der Presanella über den Presanella-Gletscher.

## Geschichte

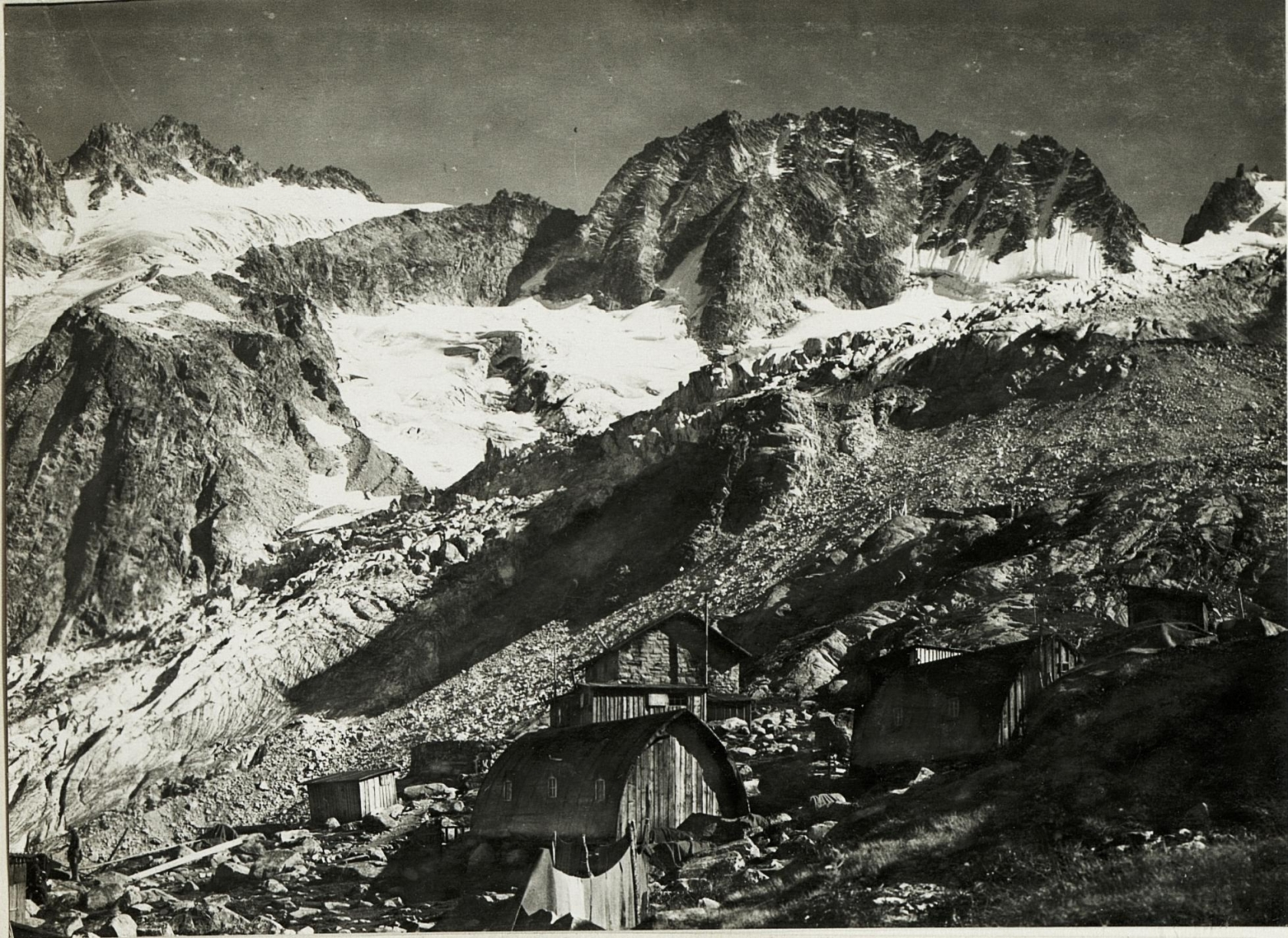
Österreichisch-ungarisches Kriegslager beim Rifugio Denza

Mit dem Bau der Schutzhütte wurde 1898 begonnen. Im August 1899 könnte die mit 14 Schlafplätzen ausgestattete Hütte eingeweiht werden. Benannt wurde sie nach dem Barnabitenpater und Meteorologen Francesco Denza, der den Trentiner Alpenverein beim Aufbau der ersten meteorologischen Messstationen im Trentino half.
Während des Ersten Weltkrieges errichtete die österreichisch-ungarische Armee mehrere Baracken rund um das Rifugio, das wie allen anderen Schutzhütten des SAT auch kurz nach Kriegsbeginn konfisziert worden war. Diese Barackenstadt diente als Basislager für die zweite österreichisch-ungarische Linie an der Tonalefront.
Nach dem Ende des Krieges wurde aus den Resten der Kriegsbaracken eine Kapelle neben dem Rifugio Denza errichtet. Im Laufe der Zeit wurde die Schutzhütte mehrmals erweitert und modernisiert.

## Zugänge
- Von der Baita Velon, 1345 m ⊙ auf Weg 233, 206 (3 Stunden 15 Minuten)
- Von der Baita Velon, 1345 m ⊙ auf Weg 233, 234 über das Werk Presanella (5 Stunden 50 Minuten)
- Von Stavel, 1243 m ⊙ auf Weg 206 (3 Stunden)
- Vom Parkplatz Werk Presanella, 1884 m ⊙ auf Weg 233 (1 Stunde 15 Minuten)

## Nachbarhütten und Übergänge
- Zum Rifugio Mandrone, 2449 m ⊙ auf Weg 206, 220, 212 in 6 Stunden 30 Minuten
- Zum Rifugio Segantini, 2373 m ⊙ auf Weg 206 in 5 Stunden 30 Minuten
- Zum Bivacco Cima Presanella “Brigata Orobica”, 3382 m ⊙ auf Weg 206 in 5 Stunden 30 Minuten

## Gipfelbesteigungen
- Cima Presanella, 3558 m ⊙ 4 Stunden 15 Minuten
- Cima dei Pozzi, 2890 m ⊙ 2 Stunden